# Rohraufgeber
Ein Rohraufgeber, auch Mehrkammer-Rohraufgeber genannt, ist in der Bergbautechnik eine aus zwei oder drei Kammern bestehende Aufgabevorrichtung für Wasser oder Suspensionen. Rohraufgeber werden als Schnittstelle zwischen zwei Flüssigkeitskreisläufen mit unterschiedlichen Betriebsdrücken eingesetzt. Je nach Anzahl der Rohrkammern unterscheidet man zwischen Zweikammer- und Dreikammer-Rohraufgebern.

## Grundlagen und Geschichte
Im Berg- und im Tunnelbau müssen Flüssigkeiten im Schacht über Höhendifferenzen von 1000 Metern und mehr über Rohrleitungen gefördert werden. Am tiefsten Punkt der Schachtleitung steht dadurch, je nach Teufe, ein hydrostatischer Druck von über 100 Bar an. Um die Flüssigkeit horizontal weiterleiten zu können, muss dieser hohe Druck aus wirtschaftlichen und Sicherheitsgründen auf einen niedrigen Betriebsdruck reduziert werden. Werden nun die Flüssigkeiten in einem geschlossenen System zwischen über Tage und unter Tage bewegt, dann lässt sich mit dem Rohraufgeber das Prinzip der kommunizieren Röhren nutzen. Der hohe statische Druck des von über Tage kommenden Wassers wird dabei genutzt, um das Wasser von unter Tage wieder nach über Tage zu fördern. Durch den Einsatz des Rohraufgebers kann überwiegend auf die Hubarbeit mittels Hochdruckpumpen verzichtet werden. Erstmals wurde ein Rohraufgeber in Form eines Zweikammer-Rohraufgebers in den 1970er Jahren in einem Hydrobergbau-Großversuch in der hydraulischen Förderung eingesetzt. Allerdings konnten sich diese Zweikammer-Rohraufgeber nicht durchsetzen, sodass man später auf der Zeche Hansa einen Dreikammer-Rohraufgeber für die hydraulische Förderung der mittels Hydromechanischer Gewinnung abgebauten Kohle verwendete. In den 1980er Jahren wurde erstmals ein Dreikammer-Rohraufgeber als Komponente in einer Wetterkühlmaschine auf der Zeche Heinrich-Robert eingesetzt. Heute werden nur noch Dreikammer-Rohraufgeber für die hydraulische Förderung von Feststoffen oder zum Austausch von Warmwasser und Kaltwasser eingesetzt. Dreikammer-Rohraufgeber haben einen energetischen Wirkungsgrad von 97 Prozent.

## Aufbau
Der Rohraufgeber besteht je nach Bauart aus zwei oder drei gleichen Kammern. Die Kammern können im Durchmesser, in der Länge und in der Anzahl der Druckstufen auf die entsprechenden Betriebsbedingungen angepasst werden. Die drei Rohrkammern werden am Einbauort waagerecht übereinander montiert. An einem der Enden jeder Rohrkammer ist eine Kaltwasserventilbatterie angebracht. An dem anderen Ende jeder Rohrkammer ist eine Warmwasserventilbatterie anmontiert. Zusätzlich befindet sich an den Kammerenden ein seitlich angebrachtes Ventil für die Hochdruckleitung und eines für die Niederdruckleitung. Die jeweiligen Ventile werden über senkrecht angeordnete Verteilerrohre miteinander verbunden. Insgesamt wird jede Kammer mit vier Rohren verbunden. Dadurch sind die Rohrkammern über die Verteilerrohre mit dem Primärkreis und mit dem Sekundärkreis verbunden. Die Steuerung der Ventile erfolgt über ein Steuerprogramm. Die Funktion des Systems kann in einer übertägigen zentralen Stelle mittels Monitor überwacht werden.

## Funktion
Die drei Rohrkammern arbeiten zeitversetzt und werden abwechselnd mit Kalt- oder Warmwasser befüllt. Zunächst werden alle drei Kammern mit Kaltwasser gefüllt. Anschließend werden die Kammern mittels der Hauptventile gegen Schachtleitung (Hochdruckvorlauf) blockiert. In den mit Kaltwasser gefüllten Kammern wird nun ein Druckausgleich erzeugt. Anschließend wird die erste Rohrkammer mit Warmwasser befüllt und das Kaltwasser gleichzeitig in den Sekundärkreislauf gedrückt. An den Berührungsstellen zwischen Kaltwasser und Warmwasser kommt es dabei zu minimalen Vermischungen. Nun wird aus der nächsten Kammer das Kaltwasser in den Sekundärkreislauf gedrückt, indem die Kammer mit Warmwasser befüllt wird. Gleichzeitig wird die erste mit Warmwasser gefüllte Kammer wieder mit Kaltwasser befüllt und dabei das Warmwasser in die Schachtleitung (Hochdruckrücklauf) gedrückt. Nachdem die Kammer mit Kaltwasser gefüllt ist, wird in der Kammer nun wieder ein Druckausgleich erzeugt. Anschließend wird das Kaltwasser aus der dritten Kammer in den Sekundärkreislauf gedrückt, indem die Kammer mit Warmwasser befüllt wird. Gleichzeitig wird die dritte mit Warmwasser gefüllte Kammer wieder mit Kaltwasser befüllt und dabei das Warmwasser in die Schachtleitung gedrückt. Dieser Vorgang wiederholt sich nun kontinuierlich, eine Kammer wird mit Kaltwasser befüllt und das Warmwasser wird dabei in den Primärkreis gedrückt, eine andere Kammer wird mit Warmwasser gefüllt und das Kaltwasser dabei in den Sekundärkreis gedrückt, die dritte Kammer ist gefüllt in Bereitschaftsstellung. Durch diese Arbeitsweise entsteht sowohl im Hochdruckkreis als auch im Niederdruckkreis eine quasi kontinuierliche Strömung.